# Paduniella fissa
Paduniella fissa är en nattsländeart som beskrevs av Martynov 1935. Paduniella fissa ingår i släktet Paduniella och familjen tunnelnattsländor. Inga underarter finns listade i Catalogue of Life.